# 다자와 히로유키
다자와 히로유키(일본어: 田沢 浩之, 1978년 4월 29일 ~ )는 일본의 전 축구 선수이다.

## 구단 경력
과거 요코하마 F. 마리노스, 베갈타 센다이에서 활동하였다.